# Dan Palmer (Basketballtrainer)
Daniel Frederick Palmer (* 26. Dezember 1949) ist ein US-amerikanisch-britischer Basketballtrainer. Er war unter anderem bei mehreren Vereinen der deutschen Basketball-Bundesliga tätig.

## Laufbahn
Der aus Detroit stammende, 2,08 Meter messende Palmer gehörte als Spieler 1973/74 zur Hochschulmannschaft der University of Detroit Mercy.
Er betreute den englischen Erstligisten Crystal Palace und führte die Mannschaft 1982 zum Gewinn des nationalen Meistertitels. In der Saison 1982/83 sorgte er mit Crystal Palace für Aufsehen im Europapokal der Landesmeister, als Palmers Mannschaft den deutschen Vertreter Saturn Köln aus dem Wettbewerb warf, in der nächsten Runde das Hinspiel gegen Real Madrid gewann, dann jedoch das Rückspiel verlor und ausschied. Palmer war in Göttingen tätig, ab dem Frühjahr 1985 bis zum Ende der Saison 85/86 arbeitete er als Trainer im englischen Portsmouth.
Im November 1986 wurde er vom Bundesligisten FC Bamberg als Cheftrainer verpflichtet. In der Saison 1986/87 gelang ihm mit Bamberg im DBB-Pokal eine große Überraschung, als man die zu diesem Zeitpunkt noch unbesiegten Bayreuther bezwang. Er blieb bis zum Ende der Saison 86/87 in Bamberg, über eine Vertragsverlängerung wurde zwischen Palmer und dem Verein keine Einigung erzielt.
Im Oktober 1990 holte ihn Steiner Bayreuth als Cheftrainer, nachdem er sich vier Wochen vorher vom Bundesligakonkurrenten SSV Ulm getrennt hatte. Zu Beginn seiner Amtszeit in Bayreuth führte Palmer die zuvor erfolglose Mannschaft in 20 Spielen zu 16 Siegen und auf den zweiten Platz der Bundesliga-Südstaffel. Nach zwei Niederlagen in Folge (gegen Bamberg und Leverkusen) wurde Palmer entlassen, was im Nachhinein als voreiliger Entschluss eingeschätzt wurde.
In der Saison 1992/93 war Palmer Trainer des Bundesligisten BG Stuttgart/Ludwigsburg. Ende 1992 erlitt er bei einem Verkehrsunfall einen Milzriss. Er wurde im Laufe des Spieljahres von seinem Assistenten Charles Brigham im Traineramt in Stuttgart/Ludwigsburg abgelöst. Zur Saison 1993/94 wechselte Palmer zu Post-SV Telekom Bonn (Vorgängerverein der Telekom Baskets Bonn) in die 2. Basketball-Bundesliga und brachte aus Ludwigsburg Eric Taylor mit ins Rheinland, der in Bonn zu den prägenden Spielern der folgenden Jahre wurde. Palmer betreute die Bonner Mannschaft bis zum 18. Spieltag der Saison 1993/94.
1994 kehrte Palmer nach England zurück und trat das Cheftraineramt bei den Hemel Royals an. Im Spieljahr 1996/97 stand Palmer als Trainer in Diensten des portugiesischen Erstligisten Estrelas in Lissabon.
Im Januar 1998 wurde Palmer vom angeschlagenen Bundesligisten Ruhr Devils als Trainer unter Vertrag genommen. Einen Monat später wurde die Mannschaft nach der Insolvenz vom Spielbetrieb abgemeldet. In der Saison 2001/02 trainierte er den TuS Jena in dessen erstem Jahr nach dem Aufstieg in die 2. Bundesliga und führte die Mannschaft als Tabellenzwölfter zum Klassenerhalt.
Palmer galt als Trainer, der es insbesondere verstand, Spieler der Innenposition zu fördern. Er ließ sich im US-Bundesstaat Florida nieder und spezialisierte sich auf die Schulung von Centerspielern.